# Zsolt Nagy (politician)
Zsolt Nagy (n. 21 iunie 1971, Târgu Mureș) este un politician maghiar din România, membru al UDMR.
Între decembrie 2004 - iulie 2007 a fost ministru al Comunicațiilor și Societății Informaționale în primul guvern condus de Călin Popescu-Tăriceanu (29 decembrie 2004 – 5 aprilie 2007).
Zsolt Nagy este, în prezent (2017-2020), CEO Niro Invest Romania.
Are o experiență vastă în business development în Real Estate, IT&C, M&A, Renewable Energy și Media. Cele mai importante realizări: încheierea a trei Hotel Management Agreements (Starwood/Sheraton, Corinthia, Accor/Swissotel); dezvoltare proiecte energie regenerabilă: 4 parcuri eoliene și 2 parcuri fotovoltaice. 2 proiecte de M&A în Telecom.

## Biografie

### Educație
Zsolt Nagy s-a născut la data de 21 iunie 1971, în orașul Târgu Mureș. După absolvirea Liceului de Matematică-Fizică „Bolyai Farkas” din Târgu Mureș, a urmat cursurile Facultății de Automatică și Calculatoare, profilul Știința Sistemelor și a Calculatoarelor din cadrul Universității Tehnice din Cluj, obținând titlul de inginer diplomat, specializarea Automatică și Informatică Industrială, în anul 1995.
A urmat ulterior cursuri pentru tineri lideri politici la International Republican Institute: Young Political Leader's School (1996-1997), Fundația pentru Pluralism și DAC Ungaria: Building the Future Together (1998-1999), National Democrat Institute: Political Parties Exchange: Campaign Management - Washington DC (1999) și la Robert Schumann Institute, Political Leader School - Budapesta (2000).
În perioada cât a fost student, a fost membru în Uniunea Studenților Maghiari din Cluj (1990-1995) și membru în Societatea Maghiară Tehnico-Științifică din Transilvania (1992). După absolvirea facultății în anul 1995, a lucrat ca referent principal pentru administrație publică. Ulterior a devenit președinte al Fundației Progress (2000) și președinte al Fundației Janovics Jenő (2004).

### Activitate politică, UDMR
Devenit membru al UDMR în anul 1990 și apoi în Prezidiul Executiv UDMR (1995), Zsolt Nagy a avut o ascensiune rapidă din punct de vedere politic, fiind în anul 1996 locțiitorul șefului de campanie națională pentru alegerile generale. Un an mai târziu a fost organizatorul principal al congresului UDMR, situație care s-a repetat și în anii 1999 și 2003. La alegerile parlamentare din anul 2000 a fost, din nou, locțiitorul șefului de campanie al UDMR, apoi în octombrie 2003 șef de campanie la referendumul privind modificarea constituției. În anul 2004 a coordonat ambele campanii – atât pe cea pentru alegerile locale din 2004, cât și pentru alegerile legislative din 2004.
Începând din anul 1997 a avut funcții de conducere în cadrul UDMR și anume: vicepreședinte executiv UDMR pentru tineret (1997-2000), vicepreședinte executiv UDMR pentru organizații teritoriale (2000-2003) și vicepreședinte executiv UDMR pentru organizații teritoriale și administrație publică locală (2003-2005). După ce în perioada 1998-2003 a fost reprezentant al UDMR în Consiliul Director al Uniunii Democrate Europene (European Democrat Union), începând din iunie 2003, el îndeplinește funcția de prim-vicepreședinte executiv UDMR, membru în Consiliul Operativ al UDMR.

### Viață personală
Zsolt Nagy este căsătorit și are doi copii.

## Ministru în 2004
A fost coordonator în perioada 2003-2005 al programului de colaborare dintre UDMR și Ministerul Informaticii și Comunicațiilor din Ungaria, privind societatea informațională. Zsolt Nagy a fost numit la data de 29 decembrie 2004 în funcția de ministru (român) al comunicațiilor și tehnologiei informației în Guvernul Tăriceanu.
Cele mai importante realizări: lansarea celui de-al treilea operator GSM Cosmote (în prezent numit Telekom), reușind astfel să îmbunătățească considerabil competitivitatea pe piața de telecom și să scadă semnificativ tarifele pentru utilizatorii finali. Lansarea unor proiecte inovative: PLC – pentru prima oară în Romania s-a furnizat internet prin Powerline Communication. Proiecte G2C (Government to citizen): a fost inițiatorul "Ghiseulvirtual.ro" – în prezent "ghiseul.ro" – o interfață de plată online cetățean – administrație. Restructurarea Poștei Române. De asemenea, a creat si promovat brandul "Cre@tive Romania", prin care a atras investitori IT în România și a promovat IT-ul românesc în afara granițelor. A inițiat legislație și reglementări care au făcut posibile ca România să înregistreze cel mai rapid Internet din Europa. A implementat puncte de acces la internet în zonele rurale. A inițiat și a conturat strategia de e-government a României.

## Controverse privind activități ilicite
Direcția Națională Anticorupție (DNA) a deschis în septembrie 2006 un dosar penal cu privire la legalitatea unor achiziții publice realizate de Compania Națională Poșta Română, la legalitatea unor asocieri ale acestei instituții sau ale angajaților săi, în diferite societăți comerciale și cu privire la posibila fraudare a patrimoniului public și privat al statului, ca urmare a acestor activități.
Parchetul Înaltei Curți de Casație și Justiție a sesizat Comisia specială de la Cotroceni cu privire la săvârșirea unei infracțiuni în exercițiul funcției de către Zsolt Nagy, numele său fiind vehiculat în dosarul privatizărilor strategice din domeniul energetic, fiind bănuit de scurgeri de informații secrete către rețeaua de spionaj a lui Stamen Stancev. La data de 19 martie 2007 președintele României, Traian Băsescu, i-a cerut ministrului justiției, Monica Macovei, să înceapă procedurile legale pentru urmărirea penală a ministrului Nagy. se bazează pe concluziile raportului întocmit de Comisia specială de la Cotroceni .
Procurorii Parchetului au solicitat la 27 aprilie 2007 începerea urmăririi penale față de Zsolt Nagy, acuzat de sprijinire a unui grup infracțional organizat cu caracter transnațional și de trădare prin transmitere de secrete de stat. De asemenea, ministrul Nagy a fost acuzat că împreună cu ministrul justiției, Tudor Chiuariu, a elaborat și semnat HG 377/2007, respectiv notele de fundamentare emise de Ministerul Comunicațiilor și Tehnologiei Informației și de Ministerul Justiției, prin care un imobil și un teren din Calea Victoriei 133-135 aflate în proprietate publică a statului - conform HG 550/1996, au fost aportate la o valoare subevaluată de conducerea companiei naționale la capitalul societății private Imopost Developments SA .
Acest dosar face referire la acuzația că a comis abuz in serviciu prin inițierea unei hotărâri de guvern privind un teren al Poștei Române, despre care procurorii susțin că ar fi fost domeniul public al statului și prin această Hotărâre de Guvern s-ar fi schimbat statutul terenului în domeniul privat al statului. În aparerea sa, Zsolt Nagy declara că în 1998 – poșta Română devine companie și toate proprietățile îi trec în proprietate, iar acest teren trebuia și el adus în statutul juridic corect, drept pentru care și astăzi este respectată HG inițiat de el. Este corect de menționat, de asemenea, că abuzul în serviciu înseamnă încălcarea unei legi. Iar inițierea unui HG este obligația unui ministru și nu reprezintă o încălcare de lege. Terenul respectiv este și acum, la 6 ani, în proprietatea Poștei, iar Hotărârea inițiată de ministrul Zsolt Nagy este în continuare în vigoare, respectată, deși a fost condamnat la închisoare cu suspendare pentru inițierea ei. Nu a fost niciodată acuzat de subevaluare.

## Suspendarea din funcție
La data de 11 iunie 2007, Zsolt Nagy a fost suspendat din funcția de ministru, fiind anchetat în dosarul privatizărilor strategice și acuzat de sprijinire a unui grup infracțional organizat, cu caracter transnațional (grup condus de spionul bulgar Stamen Stancev), și trădare prin transmitere de secrete . Ministrul a declarat că decizia președintelui a fost luată „după momentul referendumului, când UDMR a anunțat că nu va sprijini moțiunea de cenzură, deci că nu se poate realiza obiectivul de dărâmare a guvernului cu sprijinul UDMR” . În perioada suspendării sale din funcție, conducerea Ministerului Telecomunicațiilor și Tehnologiei Informației a fost asigurată interimar de către ministrul László Borbély. La data de 30 iulie 2007, președintele Traian Băsescu a semnat decretul de revocare din funcția de ministru al Comunicațiilor și Tehnologiei Informațiilor a lui Zsolt Nagy și numirea în acest post a lui Iuliu Winkler .
La data de 18 septembrie 2007, DNA a cerut avizul președintelui Traian Băsescu pentru începerea urmăririi penale față de Zsolt Nagy și Tudor Chiuariu, ambii cercetați pentru abuz în serviciu contra intereselor publice având ca urmare obținerea unui avantaj patrimonial pentru altul, infracțiune conexă celor de corupție .
La data de 30 martie 2009, Zsolt Nagy și fostul ministru al Economiei și Comerțului, Codruț Șereș, au fost trimiși în judecată de procurorii Direcției de Investigare a Infracțiunilor de Criminalitate Organizată și Terorism (DIICOT), alături de alte patru persoane. Cei șase au fost acuzați pentru comiterea de activități ilicite cu caracter penal derulate în legătură cu privatizarea Electrica Muntenia Sud, vânzarea unui pachet de 8% din acțiunile Petrom, procese de privatizare/restructurare a Romaero Băneasa și SC Avioane Craiova, adjudecarea licitației pentru asigurarea consultanței în vederea restructurării și privatizării CN Poșta Română, selectarea prin licitație a consultantului internațional pentru listarea la Bursă a pachetului de 46% din acțiunile deținute de statul român la Romtelecom.
A fost suspendat din funcția de ministru fiind acuzat de DIICOT de sprijin moral și intelectiv al unui grup infracțional organizat, unde nu exista nicio faptă impusa lui Zsolt Nagy, fiind acuzat pe baza convorbirilor altor persoane. Pana astăzi nu a avut loc nicio privatizare, iar lui Zsolt Nagy, deși condamnat pentru aceasta acuzație, nu i s-a imputat niciun prejudiciu, sechestru sau foloase necuvenite. Curtea Constituțională a decis în 2016 că SRI nu poate să efectueze acte de urmărire penală, acest dosar fiind bazat pe astfel de acte, dar aceste decizii nu se pot aplica retroactiv.

## Activitatea ulterioară revocării
După revocarea sa din funcția de ministru, Zsolt Nagy a început în august 2007 să colaboreze cu grupul Polus, condus de omul de afaceri Arpad Paszkany. În decembrie 2007 a fost numit ca director de dezvoltare în cadrul companiei Euromentor Cluj (din grupul Polus), având ca principală sarcină proiectarea viitorului Cartier al Tineretului, ce va fi construit la Cluj, în asociere cu Primăria Cluj, de către o altă societate, Polus Real Estate, din cadrul aceluiași grup de firme. După cum a declarat Nagy, principalul proiect de care mă voi ocupa va fi Cartierul Tineretului. Domeniul imobiliar este unul foarte atractiv, un segment ce prezintă multe oportunități și îmi va face plăcere să lucrez la astfel de proiecte .
Cartierul Tineretului urmează a fi dezvoltat pe un teren de 203 ha în zona Bulevardul Muncii – pășunea Someșeni și va include  891 de locuințe individuale și 4.979 de locuințe colective (aproximativ 160 ha fiind destinate zonei rezidențiale), școli, grădinițe, biserici, spații medicale și administrative, cafenele, restaurante, hoteluri, imobile de birouri și, posibil, chiar un centru expozițional. De asemenea, cartierul va dispunde de o suprafață de 16,85 ha de spații verzi, potrivit unei variante a arhitecților de la Atelier FKM, birou care lucrează la proiectul viitoarei dezvoltări imobiliare. Un număr de 570 de apartamente vor fi predate Primăriei Cluj-Napoca cu titlu gratuit, cu destinație de locuințe sociale .

## Condamnarea penală
În data de 24 ianuarie 2014 a fost condamnat la patru ani de închisoare cu suspendare pentru abuz în serviciu, împreună cu fostul  ministru al justiției Tudor Chiuariu (PNL).
Au fost emise, ulterior condamnării lui, însă, trei decizii în apărarea sa dar de care nu poate beneficia: 
1.     CC definește abuzul în serviciu ca fiind încălcare a legii și care produce un prejudiciu și foloase necuvenite. Zsolt Nagy nu a produs nici un prejudiciu și nu a fost nici acuzat de foloase necuvenite prin inițierea acestui HG. Din contră, ar fi fost o încălcare a legii dacă nu ar fi reglementat statutul terenului prin acest HG.
2.     CC a decis că membrii guvernului nu pot fi anchetați cu privire la circumstanțele adoptării actelor normative.
3.     Există alte doua decizii ale CC (valabile pentru ambele dosare): completele de 3 judecători nu puteau să judece dosare DNA pentru că trebuiau să fie complet specializat pentru acest lucru. Și o altă decizie din 2009 prin care completele de 5 judecători au fost constituite nelegal din februarie 2014 încoace, lucru de care au beneficiat toți cei care erau încă în termene de contestație. Dar a fost prea târziu pentru Zsolt Nagy.
Zsolt Nagy așteaptă apel la Curtea Europeană pentru Drepturile Omului.